# سباعي الثغور الصغير
سباعي الثغور الصغير (الاسم العلمي: Eptatretus minor) هو نوع من اللافكيات يتبع جنس سباعي الثغور من فصيلة الأسماك المخاطية.